# Mera (Ecuador)
Mera, también conocida como San Pablo de Mera, es una ciudad ecuatoriana; cabecera del cantón homónimo, así como la urbe más pequeña y menos poblada de la Provincia de Pastaza. Se localiza al centro-oeste de la región amazónica del Ecuador, asentada en los flancos externos de la cordillera oriental de los Andes, en la orilla izquierda del río Pastaza, cerca de su confluencia con el río Alpayacu; a una altitud de 1120 msnm y con un clima lluvioso tropical de 19 °C en promedio.
Es llamada "Atalaya del Oriente" por su ubicación geográfica, siendo la primera ciudad al ingresar a la amazonía ecuatoriana desde el centro del país. En el censo de 2010 tenía una población de 768 habitantes, lo que la convierte en la séptima ciudad menos poblada del país. Forma parte del área metropolitana de Puyo, pues su actividad económica, social y comercial está fuertemente ligada a Puyo, siendo "ciudad dormitorio" para cientos de personas que se trasladan a aquella urbe por vía terrestre diariamente. El conglomerado alberga a más de 50.000 habitantes, y ocupa la tercera posición entre las conurbaciones amazónicas.
Fue fundada el 3 de julio de 1904, pero es a mediados del siglo XX, debido a la producción de naranjilla, cuando presenta un acelerado crecimiento demográfico hasta establecer un poblado urbano, que sería posteriormente, uno de los principales núcleos urbanos de la provincia. No obstante, la decadencia de dicho producto tuvo como consecuencia el estancamiento de la población. Las actividades principales económicas de la ciudad son: la industria agropecuaria y el servicio público.

## Etimología
La población fue bautizada como Mera en honor al poeta y escritor ambateño Juan León Mera, que escribiera la novela Cumandá, para la cual escogió como escenario a las selvas de la región oriental.

## Historia
En 1671 el Padre Dominico Misionero Valentín Amaya, fundó el pueblo de Barrancas, junto al río Pindo Grande. Durante la época colonial, fue un sitio de descanso entre Baños y Canelos, para los misioneros, comerciantes y encomenderos. El continuo ataque de indígenas salvajes y lo inhóspito del lugar, hicieron que el poblado sea abandonado a inicios del siglo XIX.
A inicios del siglo XX, surgió un proyecto, para crear un ramal del Ferrocarril Trasandino, desde Ambato, hasta el Curaray; por tal motivo, fue enviada una expedición militar en 1904 para que recorra la ruta del proyecto. Esta expedición junto con las autoridades del lugar, fundaron la población de Mera, el 3 de julio de 1904, en la confluencia del río Allpayacu y el río Pastaza, eligiendo este lugar como campamento, pero también para crear una nueva población que permita la colonización de la zona. Los primeros colonos establecidos fueron: Segundo Villacrés, Nicolás Pérez, Nicolás Villamil, entre otros. Este primer poblado fue destruido por una tormenta el 6 de mayo de 1909. Luego de ello, los pobladores, se dispersaron, asentándose en diversos puntos de la zona; pero la mayoría se estableció en la parte alta.
Mera aparece ya como Parroquia con la creación del Cantón Pastaza, publicada en el Registro Oficial Nº 58, Publicado el 13 de noviembre de 1911 que en su parte pertinente dice: “el cantón Pastaza comprende las parroquias Mera, Canelos, Sarayacu y Andoas”.
El primer misionero que ingresó a Mera fue el Padre Nicolás Proaño, pero le correspondió al Padre Enrique Mata hacer el trámite para oficializar la parroquialización de Mera, hecho que se dio el 20 de julio de 1920. 
Mera fue por mucho tiempo zona de colonización, poco a poco fue creciendo su pueblo, se crearon escuelas, instituciones misionales, equipamiento y servicios para la comunidad y recordemos que en las décadas 50, 60 y 70, que con el auge de la naranjilla, Mera fue más grande que Puyo, pero así mismo en la década del 70 vertiginosamente con el efecto de las plagas de la naranjilla decayó notablemente a tal punto de hoy contar con muy poca población, y en su mayoría con mayores de edad.

## Geografía
Ubicación.- Se encuentra ubicada al oeste con provincia de Pastaza, a 13 km de la ciudad de Puyo y a 6 km de la parroquia Shell.
- Ríos.-Los más importantes son: Pastaza, Mangayacu, Alpayacu, río Tigre, Anzú, Kilo, río Chico, UchuminguÍ, etc.
- Clima.- En Mera el clima es relativamente más frío que en el resto de la Provincia, éste oscila entre los 16 °C y 22 °C de temperatura.
- Extensión.- La parroquia Mera tiene una extensión de 345 km².

### Límites
Límites.- los límites de la parroquia mera son los siguientes:
AL NORTE: Con la provincia de Napo
AL SUR: Con la provincia de Morona Santiago
AL ESTE: Con el cantón Santa Clara y con el cantón Pastaza
AL OESTE: Con la provincia de Tungurahua.

## Política
Territorialmente, la ciudad de Mera está organizada en una sola parroquia urbana, mientras que existen 2 parroquias rurales con las que complementa el aérea total del Cantón Mera. El término "parroquia" es usado en el Ecuador para referirse a territorios dentro de la división administrativa municipal.
La ciudad y el cantón Mera, al igual que las demás localidades ecuatorianas, se rige por una municipalidad según lo previsto en la Constitución de la República. El Gobierno Autónomo Descentralizado Municipal de Mera, es una entidad de gobierno seccional que administra el cantón de forma autónoma al gobierno central. La municipalidad está organizada por la separación de poderes de carácter ejecutivo representado por el alcalde, y otro de carácter legislativo conformado por los miembros del concejo cantonal.
La Municipalidad de Mera, se rige principalmente sobre la base de lo estipulado en los artículos 253 y 264 de la Constitución Política de la República y en la Ley de Régimen Municipal en sus artículos 1 y 16, que establece la autonomía funcional, económica y administrativa de la Entidad.

### Alcaldía
El poder ejecutivo de la ciudad es desempeñado por un ciudadano con título de Alcalde del Cantón Mera el cual es elegido por sufragio directo en una sola vuelta electoral sin fórmulas o binomios en las elecciones municipales. El vicealcalde no es elegido de la misma manera, ya que una vez instalado el Concejo Cantonal se elegirá entre los ediles un encargado para aquel cargo. El alcalde y el vicealcalde duran cuatro años en sus funciones, y en el caso del alcalde, tiene la opción de reelección inmediata o sucesiva. El alcalde es el máximo representante de la municipalidad y tiene voto dirimente en el concejo cantonal, mientras que el vicealcalde realiza las funciones del alcalde de modo suplente mientras no pueda ejercer sus funciones el alcalde titular.
El alcalde cuenta con su propio gabinete de administración municipal mediante múltiples direcciones de nivel de asesoría, de apoyo y operativo. Los encargados de aquellas direcciones municipales son designados por el propio alcalde. Actualmente el Alcalde de Mera es el Lic. Luis Gustavo Silva, elegido para el periodo 2014 - 2019.

### Concejo cantonal
El poder legislativo de la ciudad es ejercido por el Concejo Cantonal de Mera el cual es un pequeño parlamento unicameral que se constituye al igual que en los demás cantones mediante la disposición del artículo 253 de la Constitución Política Nacional. De acuerdo a lo establecido en la ley, la cantidad de miembros del concejo representa proporcionalmente a la población del cantón.
Mera posee cinco concejales, los cuales son elegidos mediante sufragio (Sistema D'Hondt) y duran en sus funciones cuatro años pudiendo ser reelegidos indefinidamente. De los cinco ediles, uno representa a la población urbana mientras que cuatro representan a las dos parroquias rurales. El alcalde y el vicealcalde presiden el concejo en sus sesiones. Al recién instalarse el concejo cantonal por primera vez los miembros eligen de entre ellos un designado para el cargo de vicealcalde de la ciudad.

## Turismo
Mera es un lugar privilegiado de la provincia cuenta con paisajes hermosos, vistosos, amplios y multicoloros del Pastaza que en forma imponente se riega hasta la llanura Amazónica, cuenta con las cavernas del Anzú, el Pindo Mirador, el complejo Turístico,”Dique”, del río Tigre, el balneario del río Allpayacu, la piscinas, el complejo Mangayacu, etc, entre los más importantes.
- Fiestas.-La población alborozada festeja las fiestas de creación del cantón Mera en la semana del 11 de abril

## Transporte
El transporte público es el principal medio transporte de los habitantes de la ciudad y sus alrededores. La urbe posee un servicio de bus público en expansión. El sistema de bus no es amplio y está conformado por pocas empresas de transporte: Reina Cumandá y Alpayán. La tarifa del sistema de bus va desde 0,30 USD (según la distancia del destino), con descuento del 50% a grupos prioritarios (menores de edad, adultos mayores, discapacitados, entre otros). 
Gran parte de las calles de la ciudad están asfaltadas o adoquinadas, aunque algunas están desgastadas y el resto de calles son lastradas, principalmente en los barrios nuevos que se expanden en la periferia de la urbe.

### Avenidas importantes
- Luis A. Martínez
- Francisco Salvador
- Guayaquil

## Demografía
Según el censo del 2001 realizado por la INEC, la población de la parroquia Mera (urbana) es de 669 habitantes, de los cuales 331 son hombres y 338 son mujeres. La mayor parte de la población se encuentra situada en la cabecera parroquial, que a la vez en la cabecera cantonal, esto es la población de Mera. Los caseríos más importantes son: Abitagua, Pindo Mirador, colonias Veinticuatro de Mayo, Álvarez Miño, La Julita, etc.

## Economía
La economía de Mera depende de los recursos de inversión en obra pública y de gasto corriente de la Municipalidad que ha generado fuentes de empleo para trabajadores y empleados. Por otro lado, en menor escala, la gente se dedica a la agricultura y ganadería, para ello tienen sus fincas en las colonias señaladas anteriormente, el movimiento comercial es insignificante y en últimos años existen esfuerzos por fomentar el turismo y la artesanía; una de las fuentes de la parroquia son las vertientes y fuentes de agua cristalina que a más de una persona convoca a dedicarse a la actividad de vender agua, como es el caso del agua de Mangayacu.
La parroquia Mera, en su cabecera parroquial, cuenta con un edificio moderno del Municipio desde 1985, un parque amplio con canchas y fuegos recreativos infantiles, callas adoquinadas, buena electrificación, agua potable y alcantarillado, miradores turísticos, oficinas de la Jefatura Política, Sindicato de Choferes, Cuerpo de Bomberos, Liga Cantonal, Clubes Deportivos, Subcentro de Salud, la Notaría, la escuela Fr. Jacinto Dávila, el Colegio Militar Héroes del Cenepa, la estación cuarentenaria de Mera.
Mera, debe acciones que impidan la erosión y deslizamiento de tierras en la ribera izquierda del río Pastaza.

## Medios de comunicación
La ciudad posee una red de comunicación en continuo desarrollo y modernización. En la ciudad se dispone de varios medios de comunicación como prensa escrita, radio, televisión, telefonía e Internet.
- Telefonía: Si bien la telefonía fija se mantiene aún con un crecimiento periódico, esta ha sido desplazada muy notablemente por la telefonía celular, tanto por la enorme cobertura que ofrece y la fácil accesibilidad. Existen 3 operadoras de telefonía fija, CNT (pública), TVCABLE y Claro (privadas) y cuatro operadoras de telefonía celular, Movistar, Claro y Tuenti (privadas) y CNT (pública).

- Radio: En la localidad existe una gran cantidad de sistemas radiales de transmisión nacional y local, e incluso de provincias y cantones vecinos.

- Medios televisivos: La mayoría de canales son nacionales, aunque se ha incluido canales locales recientemente. El apagón analógico se estableció para el 31 de diciembre de 2023.[5]

## Deporte
La Liga Deportiva Cantonal de Mera es el organismo rector del deporte en todo el cantón Mera y por ende en la urbe se ejerce su autoridad de control. El deporte más popular en la ciudad, al igual que en todo el país, es el fútbol, siendo el deporte con mayor convocatoria. Actualmente, existe un solo club mereño activo en el fútbol profesional de Pastaza, se trata del Club SRP Mera. Al ser una localidad pequeña en la época de las fundaciones de los grandes equipos del país, el SRP de Mera es el equipo simbólico de la ciudad.